# تپه عیسو
تپه عیسو مربوط به دوره عیلامیان - دوره اشکانیان - دوره ساسانیان است و در شهرستان کرمانشاه، بخش ماهیدشت، دهستان چغانرگس، بین دوروستای کنگربان سفلی و چغابلک علی رضا واقع شده و این اثر در تاریخ ۷ اسفند ۱۳۸۶ با شمارهٔ ثبت ۲۱۷۲۷ به‌عنوان یکی از آثار ملی ایران به ثبت رسیده است.